# Орел-кватерніон
Орел-кватерніон (нім. Quaternionenadler; італ. aquila quaternione), також відомий як імператорський орел-кватерніон (нім. Quaternionen-Reichsadler) або просто Імперський орел (нім. Reichsadler) — неофіційний герб Священної Римської імперії.
Орел-кватерніон, представлений приблизно в 1510 році Гансом Бургкмайром, змішав дві існуючі концепції: імператорських кватерніонів (станів) та імператорського орла (двоголового орла).

## Історія

### Фон

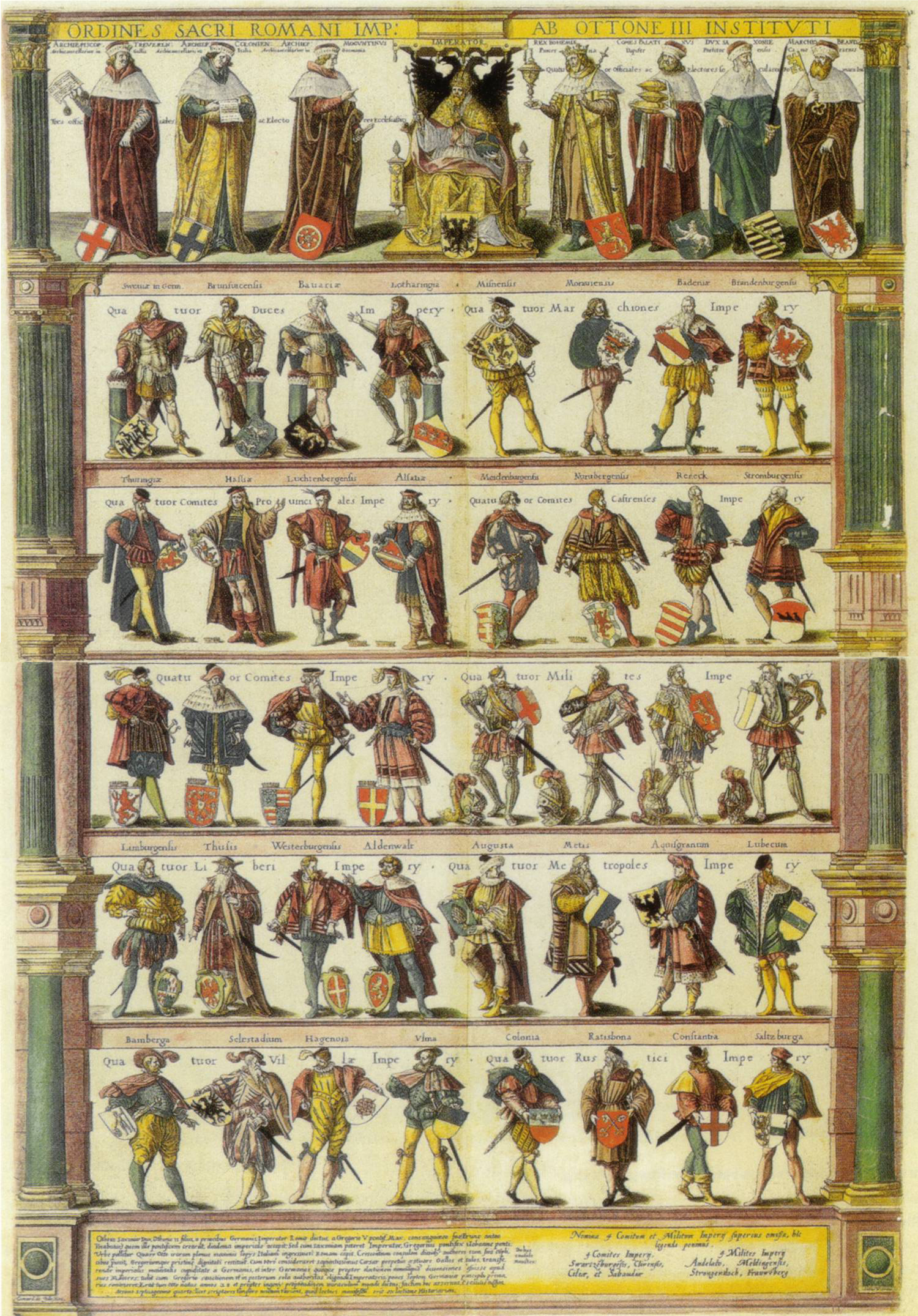
Кватерніони (Антон III Верікс, 1606).
Десять кватерніонів показано під імператором, оточеним принцами-курфюрстами (архієпископ Трірський, архієпископ Кельна, архієпископ Майнца; король Богемії, граф Палатин, герцог Саксонії, маркграф Бранденбурга).

Так звані імперські кватерніони (нім. Quaternionen der Reichsverfassung, латиніз. quaternions of the imperial constitution; від лат. quaterniō, латиніз. group of four soldiers) були традиційним представленням імперських держав Священної Римської імперії, яка вперше стала актуальною в XV столітті та була надзвичайно популярною в XVI столітті.
Окрім вищих рівнів імператора, королів, князів-єпископів і князів-курфюрстів, стани представлені групами по чотири. Кількість кватерніонів зазвичай становила десять, у порядку спадання пріоритету:
1. Герцоги (Duces),
2. Маркграфи (Marchiones),
3. Ландграфи (Comites Provinciales),
4. Бургграфи (Comites Castrenses),
5. Графи (Comites),
6. Лицарі (Milites),
7. Шляхта (Liberi),
8. Міста (Metropoles),
9. Села (Villae),
10. Селяни (Rustici).

Список можна було скоротити або розширити до середини XVI століття до 45.
Цілком імовірно, що ця система була вперше запроваджена за імператора Сигізмунда, який, як припускають, 1414 року замовив фрески у Франкфуртській ратуші.
Як було зазначено з давніх часів, це представлення «імперської конституції» насправді не представляє справжню конституцію Священної Римської імперії, оскільки деякі імперські міста виглядають як «села» або навіть «селяни» і бургграф Стромбурга була невідомою сутністю навіть на той час. Представлення імперських підданих також далеко не повне. «Імператорські кватерніони» є, швидше, більш-менш випадковим вибором, призначеним для представлення pars pro toto структури імперської конституції.

### Герб імперії

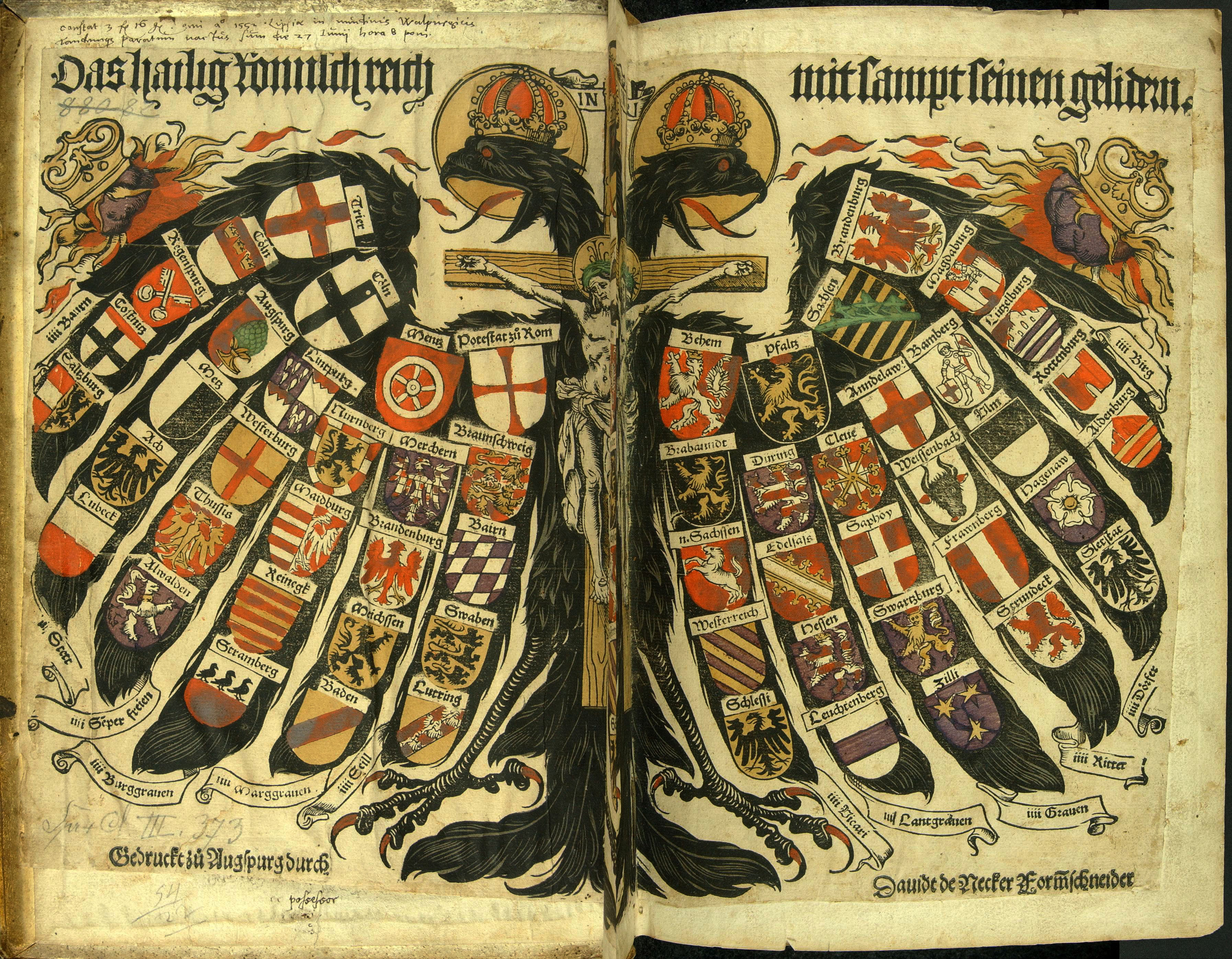
Орел-кватерніон, ручна гравюра на дереві (прибл. 1510) Ганса Бургкмайра.

Протягом своєї довгої історії Священна Римська імперія використовувала багато різних геральдичних форм, що представляють її численні внутрішні території. Одним із варіантів імперського герба був орел-кватерніон, надрукований Давидом де Негкером з Аугсбурга після ксилографії 1510 року Ганса Бургкмайра.
Названий на честь імперських кватерніонів, він показував добірку з 56 щитів різних імперських держав у групах по чотири на пір'їнах двоголового орла (махових перах імператорського орла), підтримуючи, замість щита, Христа на Хресті.
Верхні щити були щитами князів-курфюрстів і титулярного префекта Риму, розділених на два горизонтальні кватерніони:
- церковні: Трір, Кельн, Майнц і префект Риму на правому крилі;
- світські: Богемія, Пфальц, Саксонія та Бранденбург ліворуч.

Під ними було показано дванадцять вертикальних кватерніонів, а саме вісім герцогів, розділених на два кватерніони, які називаються «стовпами» та «вікаріями» відповідно:
| Праве крило 1. Seill («pillars»), 3. Marggrauen (margraves), 5. Burggrauen (burggraves), 7. Semper freie (nobles), 9. Stett (cities), 11. Bauern (peasants), | Ліве крило 2. Vicari («vicars»), 4. Lantgrauen (landgraves), 6. Grauen (counts), 8. Ritter (knights), 10. Dörfer (villages), 12. Birg (castles). |

Зображення також з'явилося на стакані «Імператорський орел».